# Čokoládový agar

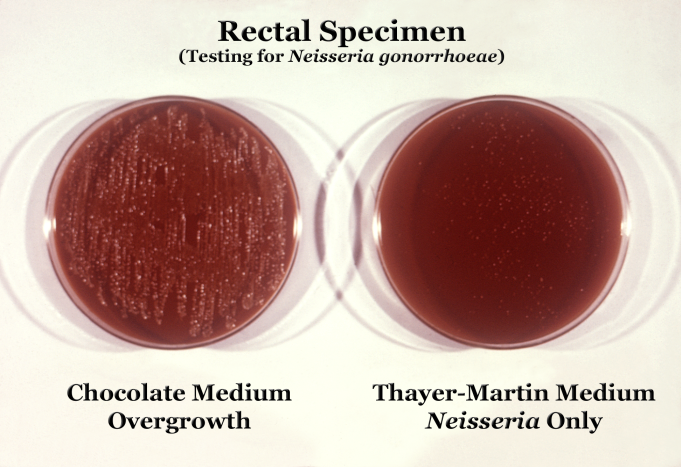
Levá Petriho miska obsahuje čokoládový agar

Čokoládový agar (CHOC) je živné médium, vyráběné smíšením horkého (80 °C) agaru s krví, jedná se tedy o typ krevního agaru. Jméno odkazuje pouze na barvu tohoto média, nikoliv na chemické složení.
Užívá se zejména pro pěstování náročných bakterií a jiných mikrobů (Haemophilus, Neisseria). Jeho výhodou je totiž to, že při tepelné lýze krve se z červených krvinek uvolní množství růstových faktorů, např. NAD a hemin. Naopak nevýhodou je, že v čokoládovém agaru neprobíhá hemolýza (viz krevní agar).